# South America Cup w biegach narciarskich 2021
South America Cup w biegach narciarskich 2021 – pierwsza, historyczna edycja tego cyklu zawodów. Rywalizacja miała rozpocząć się 30 sierpnia biegiem indywidualnym stylem klasycznym mężczyzn na 10 km, a zakończyć 1 września biegiem indywidualnym stylem dowolnym kobiet na 5 km, jednak zawody zostały odwołane, tj. cały cykl. Gospodarzem imprezy miało być Cerro Catedral.

## Kalendarz i wyniki

### Kobiety
| Lp | Data             | Miejscowość    | Dystans              | 1. miejsce | 2. miejsce | 3. miejsce |
| -- | ---------------- | -------------- | -------------------- | ---------- | ---------- | ---------- |
| 1. | 30 sierpnia 2021 | Cerro Catedral | 5 km. s. klasycznym  | Odwołano   | Odwołano   | Odwołano   |
| 2. | 31 sierpnia 2021 | Cerro Catedral | Sprint s. klasycznym | Odwołano   | Odwołano   | Odwołano   |
| 3. | 1 września 2021  | Cerro Catedral | 5 km s. dowolnym     | Odwołano   | Odwołano   | Odwołano   |

### Mężczyźni
| Lp | Data             | Miejscowość    | Dystans              | 1. miejsce | 2. miejsce | 3. miejsce |
| -- | ---------------- | -------------- | -------------------- | ---------- | ---------- | ---------- |
| 1. | 30 sierpnia 2021 | Cerro Catedral | 10 km. s. klasycznym | Odwołano   | Odwołano   | Odwołano   |
| 2. | 31 sierpnia 2021 | Cerro Catedral | Sprint s. klasycznym | Odwołano   | Odwołano   | Odwołano   |
| 3. | 1 września 2021  | Cerro Catedral | 10 km s. dowolnym    | Odwołano   | Odwołano   | Odwołano   |